# درند العليا (جلغة بهاباد)
درند العلیا (بالفارسية: درند علیا) هي قرية تقع في إيران في قسم جلغة الريفي. يقدر عدد سكانها بـ 54 نسمة .